# Extractivismo

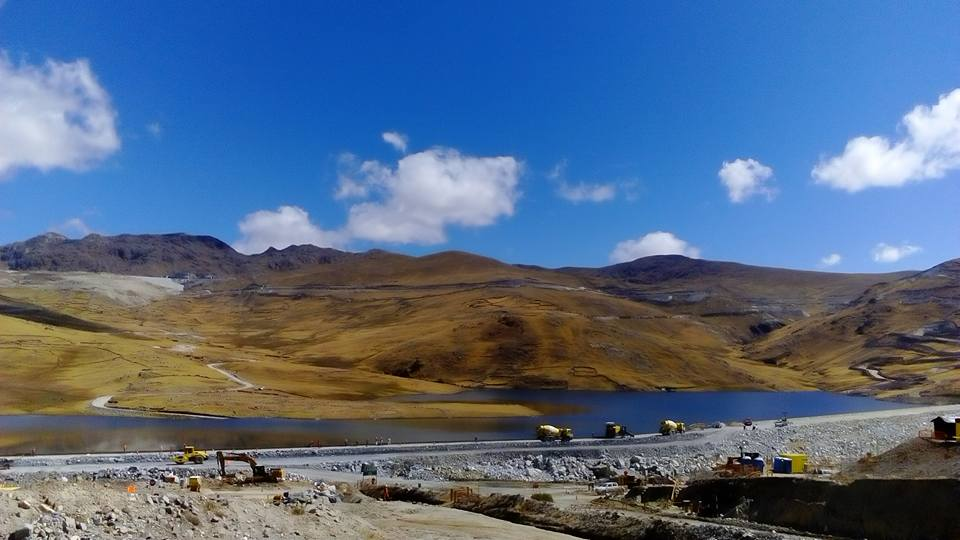
Ejemplo de extractivismo en la Mina Las Bambas en el Perú.

El extractivismo o extracción de recursos es el proceso de extracción de recursos naturales y materias primas de la tierra para vender en el mercado mundial. Algunos ejemplos de recursos que se obtienen a través de la extracción son oro, diamantes, madera y petróleo. Este modelo económico se ha popularizado en muchos países de América Latina, pero cada vez más diversidad de las regiones.

## Actores del proceso
Muchos factores están involucrados en el proceso de extractivismo. Estos incluyen, entre otros, miembros de la comunidad, corporaciones transnacionales y el gobierno. Las tendencias han demostrado que los países no suelen extraer sus propios recursos; la extracción a menudo se realiza desde el extranjero. Estas interacciones han contribuido a que el extractivismo se arraigue en el orden hegemónico del capitalismo global. El extractivismo es controvertido porque existe en la intersección donde se encuentran el crecimiento económico y la protección ambiental. Esta intersección se conoce como economía verde. El extractivismo ha evolucionado a raíz de las transiciones económicas neoliberales para convertirse en una vía de desarrollo primaria-exportadora.

## Implicaciones
Si bien sus beneficios económicos son sustanciales, el extractivismo como modelo de desarrollo a menudo se critica por no brindar las mejores condiciones de vida que promete y por no trabajar en colaboración con los programas ya existentes, lo que ocasiona consecuencias negativas en términos ambientales, sociales y políticos. El extractivismo también perpetua la maldición de los recursos, un fenómeno que provoca que los países ricos en recursos naturales tengan bajo desarrollo económico, gobiernos corruptos y distribución desigual de la riqueza, ya que la riqueza generada con el recurso se exporta a otros países o empresas oligopólicas, las cuales sobornan a los gobiernos locales para aumentar el extractivismo. 
Las preocupaciones ambientales comprenden: cambio climático, agotamiento del suelo, deforestación, pérdida de la soberanía alimentaria, disminución de la biodiversidad y contaminación del agua. Las implicaciones sociales y políticas comprenden la violación de los derechos humanos, las condiciones laborales inseguras, la desigual distribución de la riqueza y el conflicto. Como resultado de esto, el extractivismo sigue siendo un debate prominente en el discurso relacionado con las políticas porque, si bien ofrece grandes ganancias económicas, también plantea preocupaciones sociales y ambientales.

## Críticas
Hay en la academia un debate a nivel internacional sobre la pertinencia del uso del concepto de extractivismo para describir exclusivamente los países productores de materias primas para exportación. Un exponente importante de la crítica al uso indiscriminado del concepto "extractivismo" es Álvaro García Linera, quien sostiene que: 

Todas las sociedades y modos de producción tienen a su manera estos distintos niveles de procesamiento de las “materias primas”. Si conceptualizamos al “extractivismo” como la actividad que sólo extrae materias primas (renovables o no renovables), sin introducir mayor transformación en la actividad laboral, entonces todas las sociedades del mundo, capitalistas y no capitalistas, son también en mayor o menor medida extractivistas. Las sociedades nocapitalistas agrarias que procesaron el hierro, el cobre, el oro o el bronce en mayor o menor escala, tuvieron algún tipo de actividad extractivista especializada, complementada en algunos casos con el procesamiento simple o complejo de esa materia prima. Incluso las sociedades que vivieron o viven de la extracción de madera y castaña junto con la caza y la pesca, mantienen un tipo de actividad extractivista de los recursos naturales renovables.
Álvaro García Linera